# Hans-Jürgen Tiemann
Pour les articles homonymes, voir Tiemann.
Hans-Jürgen Tiemann est un homme d'affaires allemand ainsi qu'un ancien pilote automobile allemand. 

## Biographie
Il achète en compagnie de sa famille un site de parc animalier à Soltau afin d'ouvrir le Heide Park.
Dans les années 1990, il se spécialise en sport automobile et notamment dans des courses de tourisme, notamment en VLN où il connaît plusieurs succès.

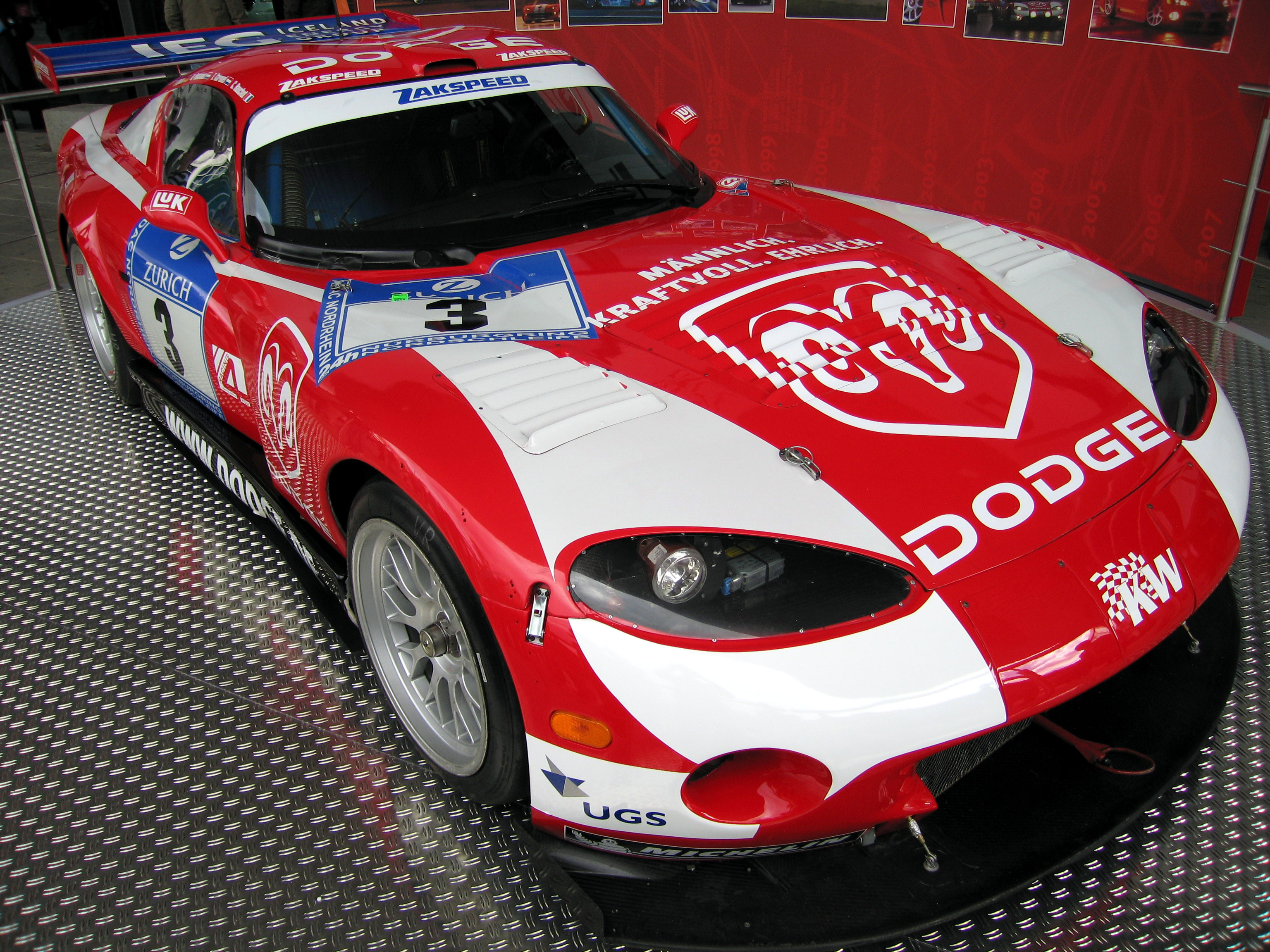
Une Dodge (Chrysler) Viper GTS-R du team Zakspeed, ici en livrée 2007 pour les 24 Heures du Nürburgring.

Il remporte à deux reprises les 24 Heures du Nürburgring GT Nordschleife, en 1997 (avec une BMW M3, aux côtés notamment de Peter Zakowski et de Sabine Reck pour le team Scheid), puis en 1999, toujours avec Peter Zakowski.
Il devient champion VLN durant cette même année avec Peter Zakowski sur Chrysler Viper GTS-R du team Zakspeed, en remportant toutes les courses du championnat.
Cet exploit conduit les organisateurs à des changements dans la réglementation, incitant Hans-Jürgen a se retirer.

## Palmarès
- 1997 : Vainqueur des 24 Heures du Nürburgring (BMW)
- 1999 : Vainqueur des 24 Heures du Nürburgring (Dodge)
- 1999 : Champion VLN (Dodge)

## Vie privée
Il est le père de Marcel Tiemann (né en 1974), qui est quintuple vainqueur des 24 Heures du Nürburgring.